# Plongeur (restauration)
Pour les articles homonymes, voir plongeur.
Le plongeur est un employé des services de restaurant ou collectivité dont la fonction est de laver la vaisselle et autres ustensiles afin d’aider le personnel à maintenir la cuisine propre. D'autres tâches peuvent également lui être confiées.

## Tâches accomplies
- laver la vaisselle et les ustensiles (accessoires) à la main ou à l’aide d’un lave-vaisselle professionnel.
- récurer les marmites et les casseroles
- vider les poubelles et transporter les ordures dans les conteneurs
- (le cas échéant) aider à la cuisine (ex. : éplucher les légumes)
- (le cas échéant) aider en salle (ex. : préparer la salle)
- remplir et actionner le lave-vaisselle, respecter le dosage prescrit en détergents (lavage, rinçage, anticalcaire) ou procéder au lavage à la main à l’évier

### Description
Trie la vaisselle avant de la placer dans le lave-vaisselle ou le bac de plonge manuelle. La batterie est traitée manuellement souvent après trempage.
Pour la plonge manuelle, le plongeur nettoie avec des produits adaptés et de l'eau chaude. Il rince puis essuie lorsque cela est nécessaire. Il a la possibilité d'utiliser une sécheuse pour les grandes quantités.
Après le lavage et le séchage, les couverts sont triés, la vaisselle est empilée puis rangée.

### Condition de travail
Il travaille principalement à l’office. L’activité peut s’effectuer en équipe. Elle implique une station debout prolongée, la manipulation de denrées alimentaires ou de déchets ménagers et l’exposition éventuelle au froid ou à la chaleur. Les horaires varient en fonction des jours de la semaine (avec ou sans interruption), s’appliquent également aux dimanches et jours fériés et se caractérisent par l’alternance de périodes d’activité intense et de périodes plus calmes. Certaines régions privilégient les contrats saisonniers. La rémunération comporte souvent des avantages en nature (repas, logement…). Cet emploi requiert l’application de mesures relatives à l’hygiène et à la sécurité, notamment en ce qui concerne l’emploi des détergents et le traitement des déchets.
Le plongeur est également exposé à des variations de température importantes

### Formation
Aucune formation ni expérience préalables ne sont exigées pour accéder à cet emploi. La formation est assurée sur place par l’employeur.

### Aptitudes du plongeur
- Bonne forme physique
- Rapidité d’exécution
- Tolérance au stress
- Connaître le fonctionnement et l'entretien du lave-vaisselle
- Connaître le tri sélectif des déchets
- Entretenir l'argenterie
- Faire la vaisselle à l'évier
- Laver les verres à la main